# 이스라엘의 정당
이스라엘의 정당은 비례대표제를 기반으로 한다. 이스라엘의 정당들은 다음과 같다.
| 정당명               | 이념                                  | 스펙트럼        | 의석 수 |
| -------------------- | ------------------------------------- | --------------- | ------- |
| 리쿠드               | 보수주의, 재정보수주의, 시오니즘      | 우익            | 30      |
| 이스라엘 노동당      | 노동 시오니즘, 사회민주주의           | 중도 ~ 중도좌파 | 19      |
| 공동 명단            | 아랍계 이스라엘인 차별 반대, 진보주의 | 포괄정당        | 13      |
| 예시 아티드          | 재정보수주의, 신자유주의              | 중도 ~ 중도우파 | 11      |
| 쿨라누               | 보수주의, 신자유주의                  | 중도우파        | 10      |
| 유대인의 집          | 보수주의, 사회보수주의, 시오니즘      | 우익 ~ 극우     | 8       |
| 샤스                 | 종교주의, 종교보수주의, 대중주의      | 중도우파        | 7       |
| 유대교 토라 연합     | 보수주의, 사회보수주의                | 우익            | 6       |
| 이스라엘은 우리의 집 | 시오니즘, 내셔널리즘, 경제적 자유주의 | 우익            | 6       |
| 메레츠               | 노동 시오니즘, 사회자유주의           | 중도 ~ 중도좌파 | 5       |
| 하트누아             | 사회자유주의, 제3의 길                | 중도            | 5       |

## 같이 보기
- 노동 시온주의
- 수정 시온주의